# Carnivàle
Carnivàle is een Amerikaanse televisieserie, die door HBO werd uitgezonden. De serie liep van september 2003 tot maart 2005, met een totaal van 24 afleveringen.

## Geschiedenis
Het eerste seizoen van Carnivàle werd in 2003 uitgezonden en won een jaar later vijf Emmies. De uitzending van het tweede seizoen volgde in 2005. In Nederland heeft de VPRO beide seizoenen uitgezonden. In België werden beide seizoenen uitgezonden door Canvas.

## Overzicht afleveringen

### Eerste seizoen
1. Milfay (14 september 2003). Geschreven door Daniel Knauf; regie: Rodrigo Garcia[1]
2. After the Ball Is Over (21 september 2003). Geschreven door Daniel Knauf en Ronald D. Moore; regie: Jeremy Podeswa
3. Tipton (28 september 2003). Scenario: Henry Bromell en Daniel Knauf; verhaal: Henry Bromell; regie: Rodrigo Garcia
4. Black Blizzard (5 oktober 2003). Geschreven door William Schmidt; regie: Peter Medak
5. Babylon (12 October 2003). Geschreven door Dawn Prestwich en Nicole Yorkin; regie: Tim Hunter
6. Pick a Number (19 oktober 2003). Geschreven door Ronald D. Moore; regie: Rodrigo Garcia
7. The River (26 oktober 2003). Geschreven door Toni Graphia; regie: Alison MacLean
8. Lonnigan, Texas (2 november 2003). Geschreven door Daniel Knauf; regie: Scott Winant
9. Insomnia (9 november 2003). Geschreven door William Schmidt; regie: Jack Bender
10. Hot and Bothered (16 november 2003). Geschreven door Dawn Prestwich en Nicole Yorkin; regie: Jeremy Podeswa
11. Day of the Dead (23 november 2003). Geschreven door Toni Graphia; regie: John Patterson
12. The Day That Was the Day (30 november 2003). Geschreven door Ronald D. Moore; regie: Rodrigo Garcia

### Tweede seizoen
1. Los Moscos (9 januari 2005)
2. Alamogordo, N.M. (16 januari 2005)
3. Ingram, TX (23 januari 2005)
4. Old Cherry Blossom Road (30 januari 2005)
5. Creed, OK (6 februari 2005)
6. The Road to Damascus (13 februari 2005)
7. Damascus, NE (20 februari 2005)
8. Outskirts, Damascus, NE (27 februari 2005)
9. Lincoln Highway (6 maart 2005)
10. Cheyenne, WY (13 maart 2005)
11. Outside New Canaan (20 maart 2005)
12. New Canaan, CA (27 maart 2005)

## Derde en latere seizoenen geannuleerd
HBO maakte op 11 mei 2005 bekend, dat het bedrijf de productie van het derde televisieseizoen annuleerde. Dit leidde tot protest onder fans van de serie, die vervolgens een actie begonnen om de serie weer terug op de buis te krijgen. Volgens de president van HBO zou het bedrijf in één weekend zo'n 50.000 protest-e-mails ontvangen hebben. De fans waren vooral boos, omdat ze na twee seizoenen met puzzels, raadsels en mysteries werden achtergelaten, die niet meer zouden worden opgelost. Nochtans werden geen nieuwe opnamen gestart.
Oorspronkelijk zou de serie zes seizoenen duren, die onderverdeeld zouden worden in drie "boeken", voor elk boek twee seizoenen. Het eerste "boek", dat zich afspeelt tijdens de Grote Depressie, werd met de eerste twee seizoenen gesloten. De andere twee "boeken" van elk twee seizoenen zouden plaats hebben moeten vinden in respectievelijk 1939-40 en 1944-45, maar deze zouden niet worden opgenomen. Wel ontstond een plan om van het resterende verhaal een film of miniserie te maken.

## Trivia
Het lot van Carnivàle vertoont overeenkomsten met de science-fictionserie Firefly, die door televisiezender Fox onder protest van fans vroegtijdig van de buis werd gehaald. Ook daar hielpen protestacties en zelfs een advertentie in het blad Variety niet om de serie terug op het scherm te krijgen.